# Skeleton

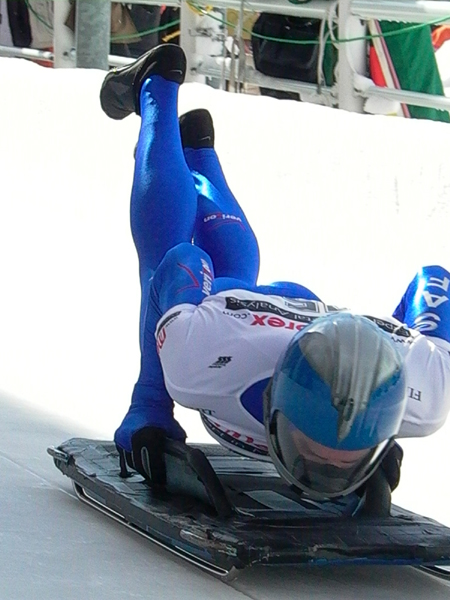
Závodník na začátku své jízdy

Skeleton (angl. skeleton = kostra) je zimní sport podobný bobování. Závodník sjíždí dolů v důsledku působení zemské gravitace v ledovém korytě na speciálních nízkých saních vleže na břiše hlavou napřed. Saně pro skeleton vypadají jen jako tenká deska – na polstrované desce s držadly jsou zespodu připevněny ocelové nože, takzvané šíny, které kloužou po ledové dráze.